# François Guisan
François Guisan (Lausanne, 28 februari 1805 - aldaar, 17 februari 1878) was een Zwitsers jurist en hoogleraar.

## Biografie
François Guisan was een zoon van Louis Guisan, die advocaat, notaris, rechter en politicus was, en van Sophie Françoise Dapples. Hij was tweemaal gehuwd, een eerste maal in 1834 met Gabrielle Curchod (overleden in 1837) en een tweede maal met Salomé Caroline (Lina) Wolff. 
Guisan studeerde rechten in Lausanne en Parijs. Hij vervolledigde zijn stage bij Samuel Secrétan in Lausanne en werd vervolgens advocaat. Vervolgens werd hij procureur, gevolgd door een mandaat van procureur-generaal van 1832 tot 1846. In die functie speelde hij een actieve rol in de hervorming van de strafrechtelijke administratie en de herziening van de strafwetgeving in het kanton Vaud. In 1846 nam hij zijn functie als advocaat opnieuw op, en associeerde hij zich met Edouard Secrétan. Van 1851 tot 1863 was hij assessor bij het vredegerecht van Lausanne. Van 1858 tot 1878 was hij professor aan de academie van Lausanne, waarvan hij van 1864 tot 1867 rector was.
Tussen 1833 en 1836 zetelde Guisan in de Grote Raad van Vaud. In 1834 zetelde hij ook in de Tagsatzung. In 1840 was hij mede-oprichter van de krant Le Courrier suisse. In 1858 stond hij mee aan de wieg van de verzekeringsmaatschappij La Suisse, waarvan hij tot 1878 voorzitter was.
- Gemeinsame Normdatei: 104857234X
- Historisch woordenboek van Zwitserland: 004816
- International Standard Name Identifier: 0000 0004 2925 7504
- Système universitaire de documentation: 198214693
- Virtual International Authority File: 307295588